# تيد يوهانسون
تيد يوهانسون هو لاعب هوكي الجليد سويدي، ولد في 29 يونيو 1992 في Arvidsjaur ‏ في السويد.

## وصلات خارجية
- تيد يوهانسون على موقع EliteProspects.com (الإنجليزية)
- تيد يوهانسون على موقع HockeyDB.com (الإنجليزية)